# Hydromanicus longicornis
Hydromanicus longicornis är en nattsländeart som beskrevs av Georg Ulmer 1951. Hydromanicus longicornis ingår i släktet Hydromanicus och familjen ryssjenattsländor. Inga underarter finns listade i Catalogue of Life.